# Ráérsz megölni
A Ráérsz megölni (eredeti cím: Kill Me Later) 2001-ben bemutatott amerikai bűnügyi thriller, Dana Lusting rendezésében, Max Beesley és Selma Blair főszereplésével.  A film egy azonos című, 1993-as rövidfilm alapján készült.

## Cselekmény
Shawn egy bank hitelügyintézője, aki viszonyt folytat a bank házas alelnökével. Miután az megtudja, hogy felesége terhes, Shawn teljesen összeomlik, és a bank tetejére megy, hogy megölje magát.
Eközben a bankrablók megpróbálnak elrabolni egy autót. Amikor megérkeznek a rendőrök, hogy megakadályozzák Shawn öngyilkosságát, az egyik bankrablót véletlenül elkapják. A zsaruk meghiúsítják ugyan a rablást, de az egyik tolvaj, Charlie Anders fegyverrel túszul ejti Shawnt. A nő ezután alkut köt vele: segít neki megszökni a rendőrök elől, ha megígéri, hogy utána megöli őt.

## A film készítése
Számos szűrőeffektust, zárhatást és ún. nevezett jump cut-technikát alkalmaztak, hogy a hosszú párbeszédes jeleneteket vizuálisan érdekesebbé tegyék.
Érdekesség, hogy maga a rendezőnő, Dana Lusting is megjelenik a filmben szereplőként, amint Shawn mostohaanyját alakítja.
A filmet teljes egészében Kanadában forgatták.

## Fordítás
- Ez a szócikk részben vagy egészben  a   Kill Me Later című angol Wikipédia-szócikk ezen változatának fordításán alapul.  Az eredeti cikk szerkesztőit annak laptörténete sorolja fel. Ez a jelzés csupán a megfogalmazás eredetét és a szerzői jogokat jelzi, nem szolgál a cikkben szereplő információk forrásmegjelöléseként.